# Ditassa maricaensis
Ditassa maricaensis är en oleanderväxtart som beskrevs av J. Fontella Pereira och E. de Araujo Schwarz. Ditassa maricaensis ingår i släktet Ditassa och familjen oleanderväxter. Inga underarter finns listade i Catalogue of Life.